# João Garcia
João José Silva Abranches Garcia (* 11. Juni 1967 in Lissabon) ist ein portugiesischer Bergsteiger. Er ist der erste Portugiese und der 19. Mensch überhaupt, dem die Besteigung aller Achttausender, also aller 14 Berge der Erde mit einer Höhe über 8000 Metern, gelang. Auf die Zuhilfenahme von Flaschensauerstoff verzichtete er dabei völlig; dies hatten vor ihm nur neun andere geschafft.
Garcia organisiert und führt Bergsteiger-Touren. Er hat bereits drei Bücher zum Thema veröffentlicht, und seine Filmaufnahmen von den Gipfeln sind Grundlage für Fernsehdokumentationen.

## Erste Besteigungen der Achttausender
Garcia hat die Achttausender in folgender Reihenfolge bestiegen:
- 24.09.1993: Cho Oyu (8188 m)[2]
- 24.09.1994: Dhaulagiri (8167 m)[2]
- 18.05.1999: Mount Everest (8848 m)[3]
- 04.07.2001: Gasherbrum II (8034 m)[2]
- 26.07.2004: Hidden Peak (8080 m)[4]
- 21.05.2005: Lhotse (8516 m)[5]
- 22.05.2006: Kangchendzönga (8586 m)[6]
- 31.10.2006: Shishapangma (8027 m)[7]
- 20.07.2007: K2 (8611 m)[8]
- 19.05.2008: Makalu (8485 m)[9]
- 17.07.2008: Broad Peak (8051 m)[2][10]
- 28.04.2009: Manaslu (8163 m)[11]
- 10.07.2009: Nanga Parbat (8125 m)[12]
- 17.04.2010: Annapurna (8091 m)[13]

## Veröffentlichungen
- João Garcia: A Mais Alta Solidão (The Highest Solitude). Mit einem Vorwort von Miguel Sousa Tavares. Caderno, 2007, ISBN 978-972-41-5063-5 (portugiesisch).
- João Garcia: Mais Além (Going Further). Caderno, 2007 (portugiesisch).
- João Garcia, Rui Nabeiro: 10 Passos para Chegar ao Topo (10 Steps to Get to The Top). 2009, ISBN 978-989-23-0660-5 (portugiesisch).